# All groc
L'all groc (Allium flavum), és una planta bulbosa de la família de les amaril·lidàcies, dins del gènere Allium que pertany a l'ordre de les Asparagals. És nativa d'Euràsia, des de la regió del Mediterrani fins a l'Iran.

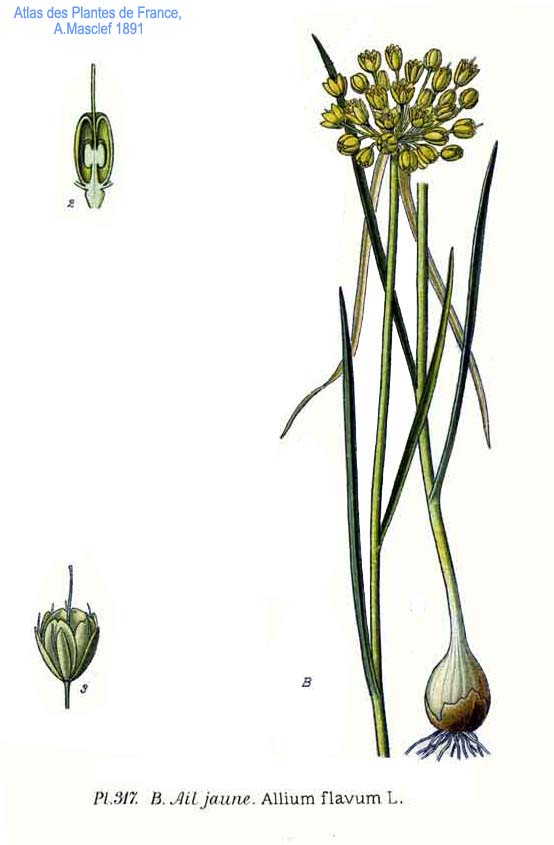
Ilustració científica

## Descripció
L'all groc és una planta amb flors perenne que pot arribar fins als 50 cm d'alçada. Forma bulbs en forma d'ou. La tija és cilíndrica i presenta les fulles linears i carnoses. Les flors són de color groc daurat disposades en umbel·la

## Distribució i hàbitat
Es troba en llocs sorrencs o rocosos de les muntanyes del sud d'Europa i Àsia occidental.

## Taxonomia
L'Allium flavum va ser descrita per Carl von Linné i publicat a Species Plantarum: 299 (1753).
Etimologia
Allium: nom genèric molt antic. Les plantes d'aquest gènere ja eren conegudes per grecs i romans. Sembla que el terme té un origen celta i significa "cremar", en referència a la forta olor de la planta.
flavum: del llatío que significa "de color groc".
Varietats acceptades
- Allium flavum subsp. flavum
- Allium flavum subsp. ionochlorum Maire
- Allium flavum var. minus Boiss.
- Allium flavum var. pilosum Kollmann i Koyuncu
- Allium flavum subsp. tauricum (Besser ex Rchb.) K.Richt.

Sinònims
- Cepa flava (L.) Moench
- Codonoprasum flavum (L.) Rchb.
- Kalabotis flavum (L.) Raf.[7]